# ششتوئیه (بافت)
ششتوئیه (رابر)، روستایی از توابع بخش هنزا شهرستان رابر در استان کرمان ایران است.

## جمعیت
این روستا در دهستان جواران قرار دارد و براساس سرشماری مرکز آمار ایران در سال ۱۳۸۵، جمعیت آن زیر سه خانوار بوده‌است.